# 大雲寺 (文京区)
大雲寺（だいうんじ）は、東京都文京区にある浄土宗の寺院。

## 歴史
1626年（寛永3年）、順応によって開山された。元々は本郷丸山田町（現・東京都文京区本郷）に位置していたが、1653年（承応2年）に現在地に移転した。
1945年（昭和20年）の空襲で、本尊だけは守り抜いたが、建物は全焼してしまった。戦後、徐々に再建していった。
境内には馬頭観音が祀られている。館林藩藩主だった徳川綱吉の愛馬「大雲」の菩提を弔うために建てられたものである。当寺の寺号「大雲寺」の由来ともいわれている。

## 寺宝等
- 阿弥陀如来像（本尊）
- 馬頭観音像

## 墓所
墓地は雑司が谷霊園内にあり。
- 二代目烏亭焉馬（戯作者）

## 交通アクセス
- 千石駅より徒歩5分。